# ヨハン・ヴィルヘルム (プファルツ選帝侯)
ヨハン・ヴィルヘルム（Johann Wilhelm, 1658年4月19日 - 1716年6月8日）は、プファルツ選帝侯（在位：1690年 - 1716年）。フィリップ・ヴィルヘルムと2番目の妃でヘッセン＝ダルムシュタット方伯ゲオルク2世の娘エリーザベト・アマーリア・マグダレーネの長男。弟にカール3世フィリップ、姉に神聖ローマ皇帝レオポルト1世妃エレオノーレ・マグダレーネ、妹にポルトガル王ペドロ2世妃マリア・ソフィア、スペイン王カルロス2世妃マリア・アナ、パルマ公子オドアルド2世妃ドロテア・ゾフィーがいる。

## 生涯
父フィリップ・ヴィルヘルムのプファルツ選帝侯位継承に端を発した大同盟戦争（プファルツ継承戦争）のさなかの1690年に父が死去したため、選帝侯位を継承した。戦争は1697年のレイスウェイク条約の締結で終結し、ヨハン・ヴィルヘルムの選帝侯位はフランスにも承認された。
選帝侯位継承前の1678年に最初の妃、神聖ローマ皇帝フェルディナント3世の娘マリア・アンナ・ヨーゼファと結婚したが、1689年に死別した。1691年にトスカーナ大公コジモ3世・デ・メディチの娘アンナ・マリーア・ルイーザと再婚した。2人の妃のいずれとも嗣子を残せず、選帝侯位は弟のカール3世フィリップが継承した。